# Imecs Julianna
Imecs Julianna (Kolozsvár, 1949. augusztus 31. – Kolozsvár, 1990. augusztus 19.) erdélyi építészmérnök, műszaki fordító. Imecs Márton lánya. Imecs Mária testvére.

## Életútja
Szülővárosa zenei líceumában érettségizett (1968), főiskolai tanulmányait a Kolozsvári Politechnikai Intézet építészmérnöki karán végezte (1975). A Vegyipari Építkezési Tröszt marosvásárhelyi, majd kolozsvári munkatelepén dolgozott, 1979-től a kolozsvári Nemfémes Anyagokat Kutató és Tervező Intézet munkatársa. Magyarra fordította V. Măciucă és M. Bîrzescu tankönyvét az építőipari líceumok IX. osztálya számára Építő- és szerelőipari anyagok címmel (1981).